# Élections impériales de 1742
L'élection impériale de 1742 est la vingtième élection, depuis la promulgation de la Bulle d'or de 1356, permettant d'élire le futur Empereur du Saint-Empire romain. Elle a eu lieu le 24 janvier 1742, deux ans après le décès de l'empereur Charles VI, en pleine guerre de succession d'Autriche. Malgré la domination des Habsbourg, cette élection met fin à plusieurs siècles interrompus de succession habsbourgeoise sur le trône impérial. C'est le prince-électeur Charles-Albert de Bavière, de la Maison de Wittelsbach, qui est finalement élu empereur sous le nom de Charles VII, face au candidat du camp autrichien, François-Étienne de Lorraine, époux de Marie-Thérèse d'Autriche et fondateur de la Maison de Habsbourg-Lorraine. 

## Contexte
À partir de 1740, les deux plus grands complexes territoriaux de l'Empire — à savoir les possessions héréditaires des Habsbourg et le Brandebourg-Prusse — se détachent de plus en plus de l'Empire. Après sa victoire sur les Turcs, l'Autriche conquiert de grands territoires en dehors de l'Empire, ce qui a automatiquement repoussé le centre de la politique habsbourgeoise vers le sud-est, ce qui sera surtout visible sous le règne des successeurs de Léopold Ier. Il en va de même pour le Brandebourg-Prusse dont une grande partie du territoire se trouve en dehors de l'Empire. En plus de la rivalité croissante, il existe cependant des changements de pensée. La rivalité que l'on appelle dualisme austro-prussien donne lieu à plusieurs guerres.
À la fin de sa vie, l'empereur Charles VI, qui n'a connu que des conflits, a la satisfaction toute illusoire de savoir que la Pragmatique Sanction, à laquelle il a accordé une importance considérable, est enfin reconnue par l'ensemble des puissances européennes. Comme son frère avant lui, il n'a pas eu de fils survivant. Il est donc le dernier des Habsbourgs mâles à régner en Autriche, après avoir vu mourir le dernier des Habsbourgs en Espagne. Quoi qu'il a connu une Autriche plus forte que jamais, il l'a également vue s'affaiblir progressivement, menacée par les Bourbons de France, d'Espagne et même d'Italie.
Sa fille aînée, Marie-Thérèse, lui succède donc en Autriche, en Bohême, en Hongrie et dans tous les États héréditaires. Seule la dignité impériale, réservée exclusivement aux hommes, échappe à l'héritage. Mais l'empereur espère que l'ancien duc de Lorraine, devenu grand-duc de Toscane, François-Étienne de Lorraine, dont sa fille est amoureuse et avec lequel elle a déjà eu deux enfants, sera le prochain dirigeant du Saint-Empire.
Durant l'été 1741, les forces franco-bavaroises (les Français sont engagés en principe sous le commandement des Bavarois) alliées à la Prusse (juin 1741) prennent la direction de Vienne et s'emparent de Linz le 14 septembre. Le 21 septembre, Marie-Thérèse, venue à Buda en tant que reine de Hongrie, obtient de la diète du hongroise un soutien militaire qui va mettre à sa disposition 22 000 hommes. Elle reçoit aussi le soutien du baron Franz de Trenck, qui met à sa disposition une unité de pandoures.
Vienne paraissant devoir être trop bien défendue, les troupes franco-bavaroises se tournent vers Prague, capitale du royaume de Bohême, qui est prise le 21 novembre 1741 par Maurice de Saxe. L'électeur de Bavière, Charles Albert, se fait couronner roi de Bohême à la place de Marie-Thérèse, avant de se rendre à Francfort pour tenter de se faire élire empereur à la place du duc François-Étienne. 

## Princes-électeurs
Les neuf princes-électeurs appelés à élire le successeur de François Ier étaient (dans l'ordre de vote défini par la Bulle d'or de 1356) :
| Électorat     | Prince-électeur | Prince-électeur                                       | Titres                                                       | Vote                         |
| ------------- | --------------- | ----------------------------------------------------- | ------------------------------------------------------------ | ---------------------------- |
| · Trèves      |                 | François-Georges de Schönborn                         | Archevêque de Trèves                                         | François-Étienne de Lorraine |
| · Cologne     |                 | Clément-Auguste de Bavière                            | Archevêque de Cologne                                        | Charles-Albert de Bavière    |
| · Bohême      |                 | Marie-Thérèse d'Autriche (prétendante au titre royal) | Reine de Bohême Reine de Hongrie Archiduchesse d'Autriche... | François-Étienne de Lorraine |
| · Bavière     |                 | Charles-Albert de Bavière                             | Électeur de Bavière                                          | Charles-Albert de Bavière    |
| Palatinat     |                 | Charles III Philippe du Palatinat                     | Comte palatin                                                | Charles-Albert de Bavière    |
| · Saxe        |                 | Frédéric-Auguste II de Saxe                           | Électeur de Saxe Roi de Pologne                              | Charles-Albert de Bavière    |
| · Brandebourg |                 | Frédéric II de Prusse                                 | Électeur de Brandebourg Roi de Prusse                        | Charles-Albert de Bavière    |
| · Hanovre     |                 | George II de Hanovre                                  | Électeur de Hanovre Roi de Grande-Bretagne Roi d'Irlande     | François-Étienne de Lorraine |
| · Mayence     |                 | Philipp Karl von Eltz                                 | Archevêque de Mayence                                        | François-Étienne de Lorraine |

## Élection et conséquences
C'est le prince de Bavière, membre de la famille des Wittelsbach, qui est élu, avec l'appui de la France, empereur du Saint-Empire après cette guerre de succession en 1742 sous le nom de Charles VII. 
En mai 1743, Marie-Thérèse se fait couronner reine de Bohême, mettant fin à l'usurpation de Charles VII. Après la reprise de Prague et de la Bohême, l’armée autrichienne commandée par Charles de Lorraine attaque avec succès la Bavière, où les troupes françaises battent en retraite.
Le 9 mai, les Autrichiens remportent une victoire sur le général Minuzzi à Simbach am Inn, près de Braunau. Le 27 mai, c’est la prise de Deggendorf, d’où le prince de Conti bat en retraite. Le 12 juin, Munich est (de nouveau) prise par les Autrichiens (général Franz Leopold von Nádasdy, dit « général Nadasti ») ; le duc de Broglie réussit à se retirer sur le Rhin par la Souabe et la Franconie. Le 27 juin, l’Autriche et la Bavière signent la Convention de Niederschönenfeld, par laquelle la Bavière se soumet à l’Autriche. Quelques garnisons françaises restent encore présentes : le 8 septembre, les Autrichiens obtiennent la reddition d'Egra, à la frontière de la Bohême ; le 1er octobre, d'Ingolstadt.
Frédéric, inquiet de ces succès autrichiens et désirant garantir l'annexion de la Silésie, rejoint (5 juin 1744), la coalition dirigée par la Bavière, la France et l'Espagne, ainsi que la Saxe, la Suède, le royaume de Naples, l'électorat de Cologne et le Palatinat du Rhin. En août 1744, 80 000 soldats prussiens envahissent la Bohême, s'emparant de Prague en seulement deux semaines. L'année suivante, le 22 avril 1745, l'Autriche et la Bavière concluent la paix de Füssen, à la suite de la mort de Charles VII, dont le successeur Maximilien III préfère se réconcilier avec Marie-Thérèse, renonçant à présenter sa candidature au trône impérial.
Des pourparlers de paix commencent alors, fortement encouragés par le roi George II, aux prises avec une rébellion jacobite en Écosse. En outre, les finances prussiennes sont mauvaises et Frédéric ne veut pas trop affaiblir l'Autriche face à la France et à l'Espagne. La Prusse, l'Autriche et la Saxe concluent donc le traité de Dresde le 25 décembre 1745.
L'appartenance de la Silésie à la Prusse est réaffirmée ; Frédéric II de Prusse reconnaît François-Étienne de Lorraine, élu le 13 septembre 1745, comme empereur. Le grand perdant est la Saxe : elle doit verser une énorme indemnité de guerre à la Prusse : 1 000 000 de Reichsthaler (thalers de l'Empire).